# Dimitris Diamantakos
Dimitris Diamantakos (Piraeus, 5 maart 1993) is een Grieks voetballer die bij voorkeur als aanvaller speelt. Hij staat onder contract bij Olympiakos Piraeus, waar hij doorstroomde vanuit de eigen jeugdopleiding. In 2014 debuteerde hij voor het Grieks nationaal elftal.

## Clubcarrière
Diamantakos verruilde op zestienjarige leeftijd Atromitos Piraeus voor Olympiakos Piraeus. Om wedstrijdervaring op te doen werd hij uitgeleend aan Panionios, Aris en Ergotelis. In 2014 kreeg hij zijn kans bij Olympiakos. Op 23 augustus 2014 debuteerde hij voor Olympiakos in de Griekse Super League tegen Niki Volos. Hij scoorde meteen zijn eerste treffer voor de club.

## Interlandcarrière
Op 7 september 2014 debuteerde Diamantakos in het shirt van Griekenland in de EK-kwalificatiewedstrijd tegen Roemenië. Hij mocht aan de rust invallen voor Georgios Samaras. Griekenland verloor de interland in Piraeus met 0-1 na een penalty van Ciprian Marica.
1 Paschalakis ·
3 Ortega ·
4 Biancone ·
5 Pirola ·
8 Stamenić ·
9 El Kaabi ·
10 Martins ·
11 Velde ·
14 García ·
16 Carmo ·
17 Jaremtsjoek ·
18 Willian ·
19 Masouras  ·
20 Costinha ·
22 Chiquinho ·
23 Rodinei ·
27 Oliveira ·
30 Androutsos ·
31 Botis ·
32 Hezze ·
45 Retsos ·
65 Apostolopoulos ·
67 Koutsidis ·
74 Ntoi ·
84 Kostoulas ·
88 Tzolakis ·
96 Mouzakitis ·
97 Yazıcı ·
99 Anagnostopoulos ·
Coach: Mendilibar
· Assistent-coach: Rico